# ヴェスペ
ヴェスペ（ドイツ語: Wespe、スズメバチの意味）は、第二次世界大戦中にドイツで開発された自走砲である。II号戦車の車台に10.5cm leFH 18榴弾砲を搭載したものである。別名として「II号戦車車台上の18/2型軽野戦榴弾砲」（独：Leichte Feldhaubitze 18/2 auf Fahrgestell Panzerkampfwagen II）がある。制式番号Sd.Kfz.124。

## 開発の経緯
1940年、フランスでの戦いの間、II号戦車は主力戦車として使われたが、決して戦力として有効とは言えなかった。機械的信頼性は優れていたものの、武装と装甲が貧弱すぎたためである。従って、当初より想定されていた主力戦車であるIII号戦車が到着するにつれ、前線から離されたII号戦車の車台を流用して自走砲に改装しようという選択は、自然なものであった。
対ソビエトとの戦争の初戦、スターリングラード戦の戦訓として、ドイツ陸軍は戦車の能力・数量の不足、大口径の砲の車載化の必要性を痛感した。その結果として、1943年はドイツ陸軍の兵器に一大変革をもたらした年であり、次期主力戦車となるV号戦車に止まらず多くの自走砲・突撃砲が生み出された。当自走砲も、その一環として生み出されたものである。
このサイズの砲が、後にIV号戦車を主体とするさまざまな自走砲として量産化されなかったことから考えても、この車体とのバランスは最適であり、ドイツはこの車両を大量に生産することとなる。

## 実戦

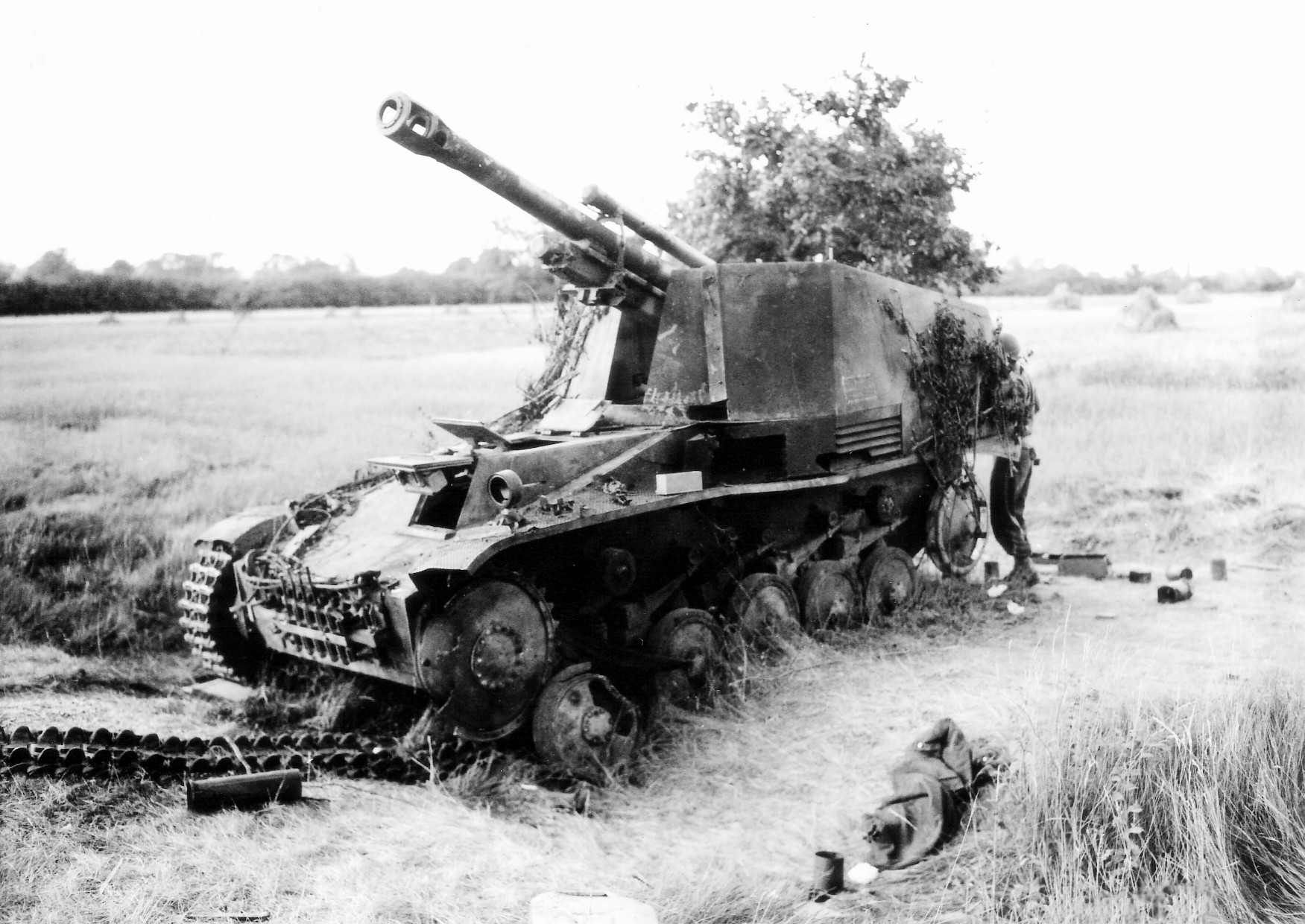
1943年6月か7月にMortrée付近で撃破されたヴェスペ

ヴェスペは、1943年の東部戦線で初めて実戦使用され、優れた兵器であることが証明された。気をよくしたアドルフ・ヒトラーは、II号戦車の生産全てをヴェスペに回すよう指示を出すほどだった。ヴェスペは、より大型の自走榴弾砲であるフンメルと共に機甲師団内の装甲砲兵大隊で運用された。
ヴェスペの改修ラインは1943年2月-1944年中頃まで、すなわち、ソ連軍（赤軍）が工場のあったポーランドを占領するまで稼働し続けた。
合計で662両が製造され、それとは別に、武装を持たない弾薬運搬車158両が製造された。

## 現存車両

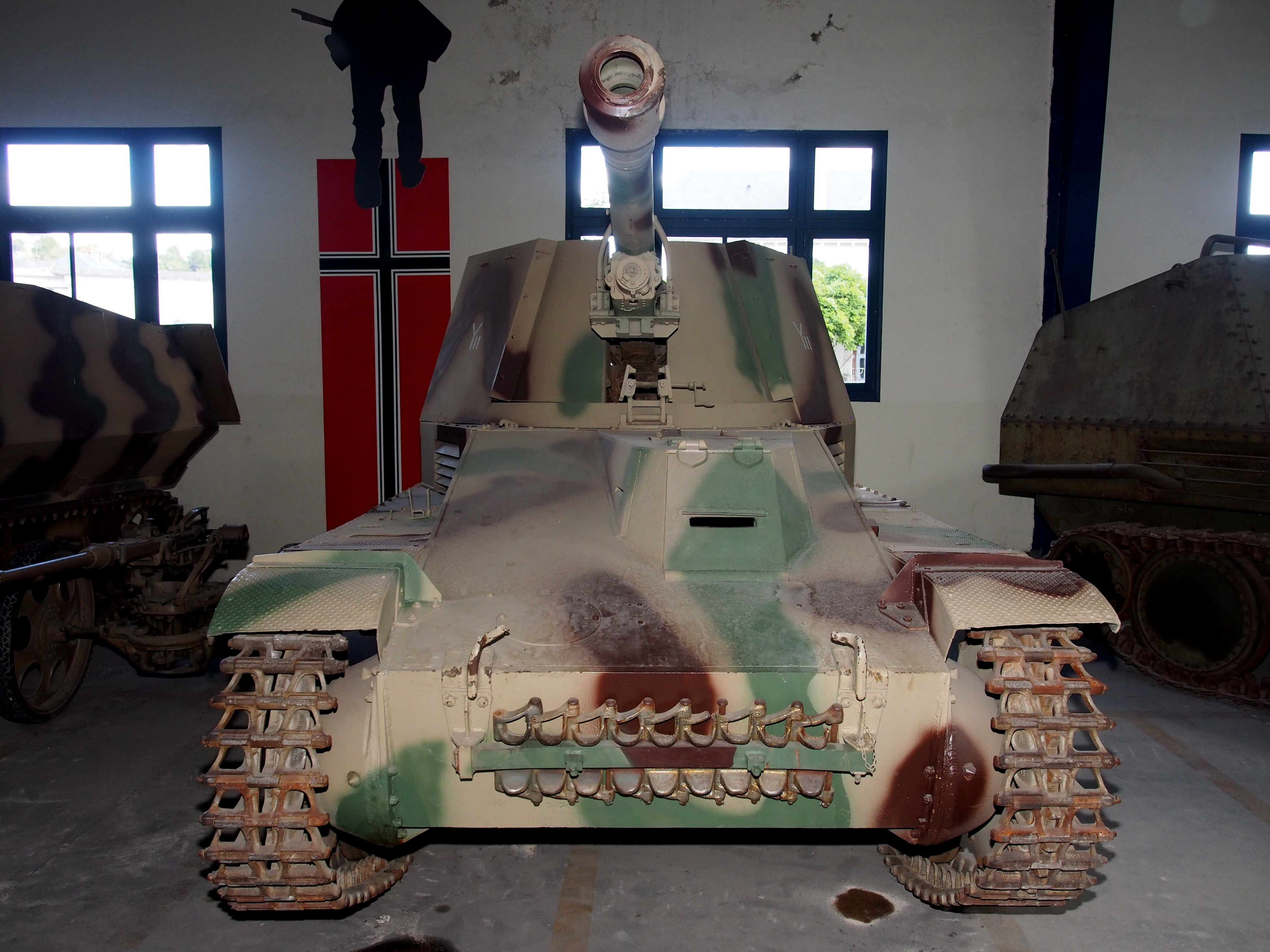
ソミュール戦車博物館
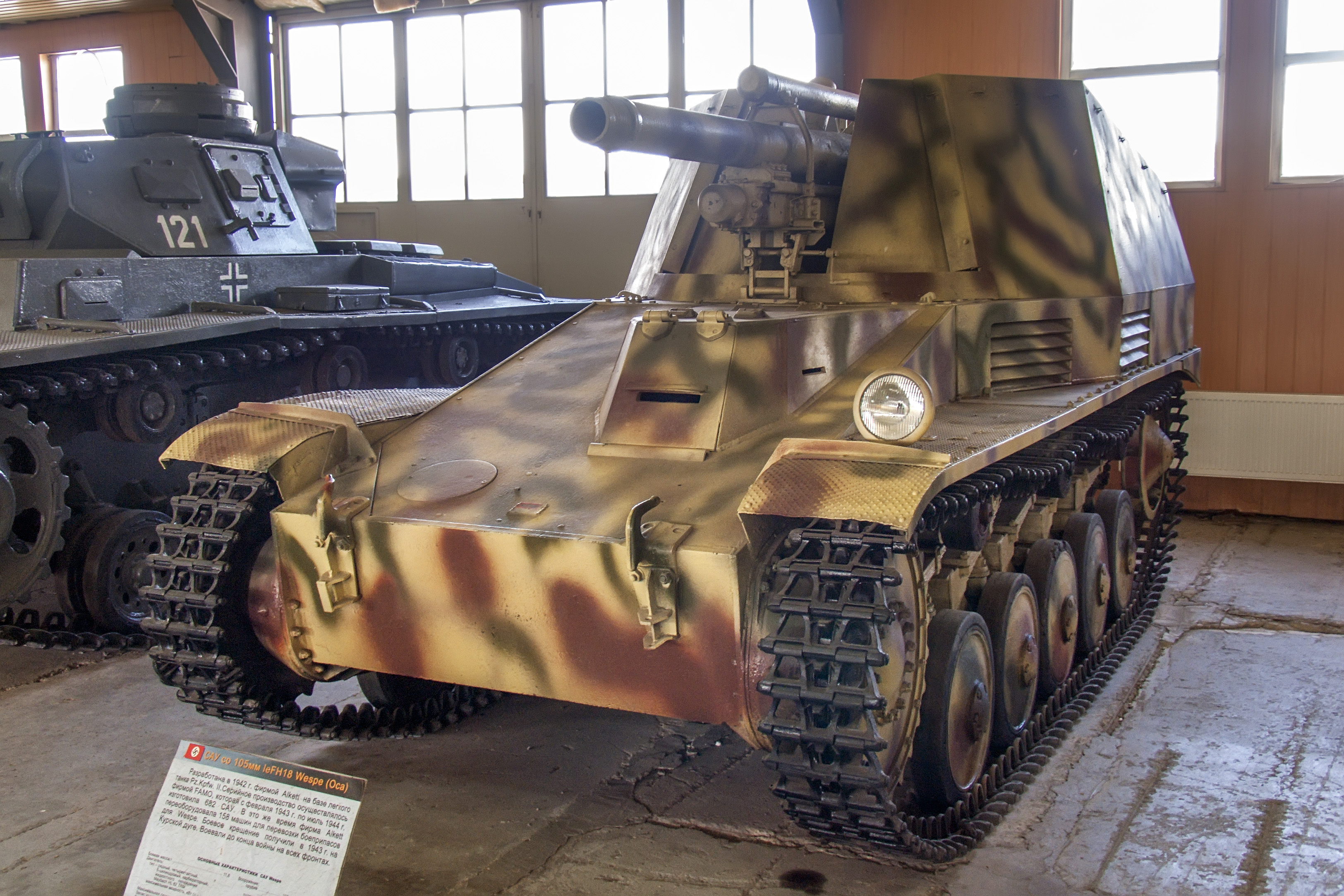
クビンカ戦車博物館
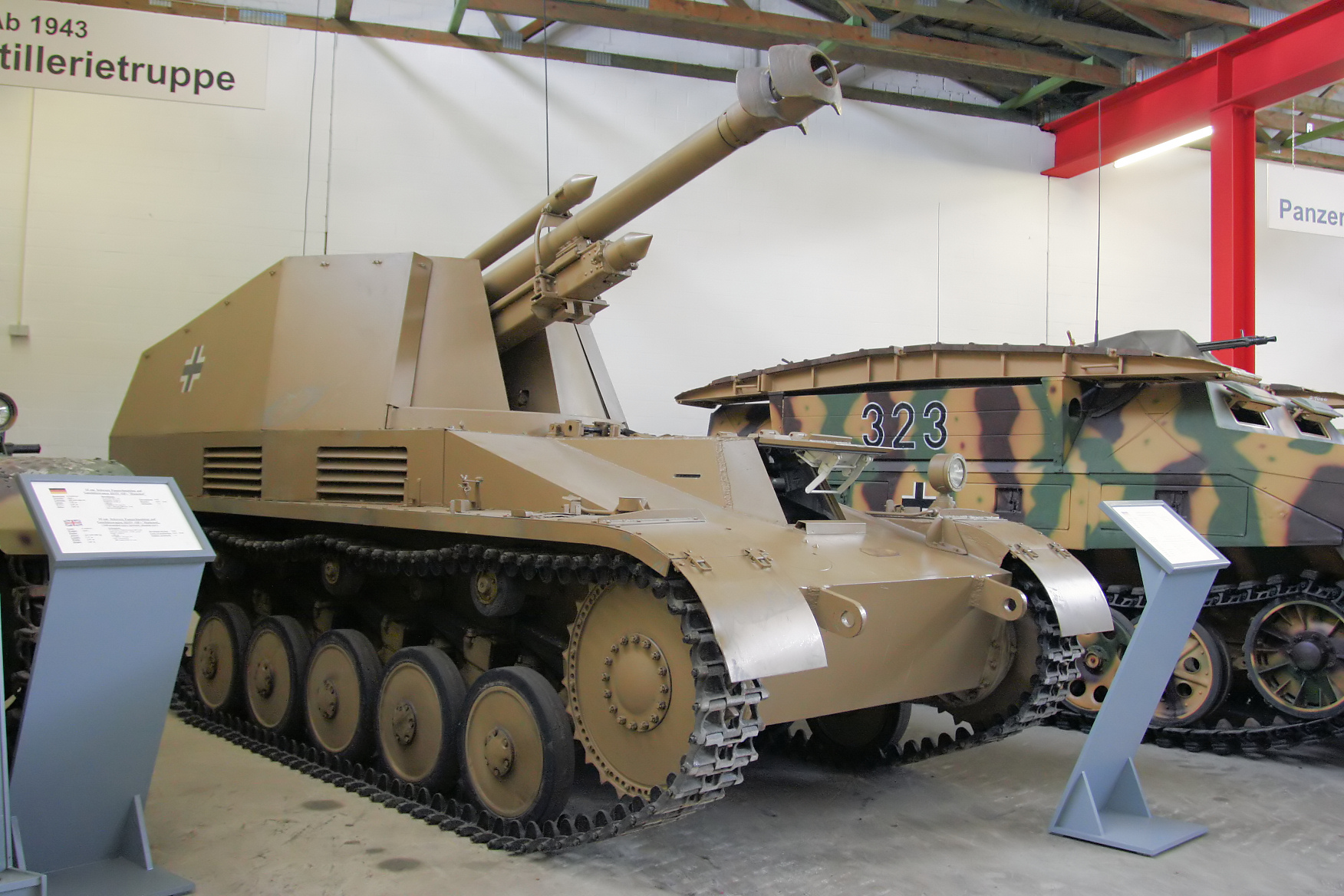
ムンスター戦車博物館